# Caradrina sepii
Caradrina sepii är en fjärilsart som beskrevs av Jacob Hübner 1802. Caradrina sepii ingår i släktet Caradrina och familjen nattflyn. Inga underarter finns listade i Catalogue of Life.